# Philippinische Badmintonmeisterschaft 2010
Die Philippinische Badmintonmeisterschaft 2010 fand vom 19. bis zum 28. November 2010 in Mandaluyong statt. 

## Sieger und Platzierte
| Disziplin    | Gold                                  | Silber                             | Bronze                                 |
| ------------ | ------------------------------------- | ---------------------------------- | -------------------------------------- |
| Herreneinzel | Antonino Benjamin Gadi                | Lloyd Escoses                      | Honesto Iii Buendia                    |
| Herreneinzel | Antonino Benjamin Gadi                | Lloyd Escoses                      | Jobett Co                              |
| Herrendoppel | Alfredo Mailon jr. Jaime Junio jr.    | Melvin Llanes Rocky Magnaye        | Patricque Francisco Magnaye RJ Ormilla |
| Herrendoppel | Alfredo Mailon jr. Jaime Junio jr.    | Melvin Llanes Rocky Magnaye        | Michael Paclibar Reczon Salvaleon      |
| Dameneinzel  | Gelita Castilo                        | Bianca Ysabel Carlos               | Rochelle Andres                        |
| Dameneinzel  | Gelita Castilo                        | Bianca Ysabel Carlos               | Lisa Denise Encarnacion                |
| Damendoppel  | Jubie Anne Vallarta Isabelle Villaran | Francesca Bermejo Rosalie Soberano | Dalia Santiago Melody Villaceran       |
| Damendoppel  | Jubie Anne Vallarta Isabelle Villaran | Francesca Bermejo Rosalie Soberano | Diosan Abangan Rochelle Anne Reyes     |
| Mixed        | Melvin Llanes Cherry Mae Alberastine  | Ricky Bartolome Francesca Bermejo  | Alex Borromeo Rochelle Anne Reyes      |